# A/Bエクストリーム
『A/Bエクストリーム』は、高橋弥七郎による日本のライトノベル。イラストは金田榮路（1・2巻）、凪良（アプラクサスの夢）が担当している。電撃文庫（メディアワークス）より2002年4月から刊行されている。第8回電撃ゲーム小説大賞選考員奨励賞受賞（受賞時のタイトルは『エクスターミネーターA/B』）。

## ストーリー
人類が発見した、次元の内に展開する広大な空間<ゾーン>。ディビジョン駆除商会に所属するアンディとボギー=A/Bは、<ゾーン>に巣食う謎の怪物・グレムリンの退治を生業とする、腕利きの駆除屋（エクスターミネーター）である。
いつも通りに多数の被害を撒き散らしながら仕事を終えたA/Bに、社長であるディビジョンから、新たな仕事が伝えられる。それは、星系開発公団からの、巨大調査開拓航宙船<エンペラー>に発生したグレムリン駆除と、2人の重要人物、ハンス・クルップ博士、社長息女ユミナ・ヴァンダービルト両名の救出の依頼だった。
A/Bは他の駆除屋たちと一緒に<エンペラー>に突入するが、そこにはかつて世間を騒がせた[星追い]を名乗る集団による航宙船ジャックという、予想外の事態が待っていた。

## 登場人物

### ディビジョン駆除商会社員
アンディ
社員としての正式名は、DIVISION-EX-A『アンドロイド』。身長183cm、 体重120kg、20歳、男性。
ディビジョン駆除商会「突入要員」。戦闘では主に前衛を担当し、[<ジャックポット>大口径プラズマ火砲]を愛用する。その名のとおり完全な機械であるアンドロイド。製造20年目で、ボギーいわく「ロートル」。陽気な性格で、女好き。かつては制圧部隊[ラズルダズル]に所属しており、『恐怖12（テラートゥエルヴ）』という異名を持っていた。キットとは恋人同士。
ボギー
正式名は、DIVISION-EX-B『サイボーグ』。身長170cm、体重80kg、16歳（自己申告）、男性。
ディビジョン駆除商会「突入要員」。強力な念動力を持つ特殊技能者（レアタレント）で、戦闘では主に後衛を担当、愛用武器は[<ワルツスコア>突撃銃]。冷静で皮肉屋な性格で、趣味は読書。かつては特殊技能者の子供たちの集団『星追い』に所属していた。史上最強の特殊技能者『無敵のノエシス』ではないかと言われているが、確証はない。
キット
正式名は、DIVISION-EX-C『サーキット』。身長160cm、体重43kg（自己申告）、15歳、女性。
ディビジョン駆除商会「機器整備担当助役・突入要員輸送艇艇長」。 とっつぁんの弟子で、機械に関しては無類の情熱を見せる。過去の経歴は不明。強烈な精神的苦痛と引き換えに相手の思考を読むことが出来るらしく、恐らくは特殊技能者ではないかと思われるが、他の技能者に比べて異質なことも多く、詳細不明。アンディとは恋人同士。
ディビジョン
正式名は、DIVISION-EX-D『ディビジョン』。ただし本名不詳。身長180cm、体重65kg、年齢不詳、男性。
ディビジョン駆除商会「社長」。『世間師の中の世間師』の異名を持ち、明晰な頭脳・巧みな交渉術・燃える商魂をもって、常に余裕を絶やさず危難を乗り切る無敵の男。世界連合政府からは、「マークS-L（放置対象）」の認定を受けており、駆除屋協会「EX-ユニオン」でも強大な影響力を持つ（ただし、余計な束縛を嫌って役職の類にはついていない）。その恐ろしさは駆除屋業界に知れ渡っており、故に彼の言葉は誰のそれよりも強く社員や駆除屋の心を動かす。美食家で舌は確かだが食べ合わせの嗜好が異常であり、「伊勢エビの付け合せにようかん」「チーズグラタンと練り味噌たっぷりの風呂吹き大根」「ウイスキーに干菓子」など、理解しがたい食べ方をする。
エリー
正式名は、DIVISION-EX-E『エレメント』。身長170cm、体重不明、年齢不詳、女性。
ディビジョン駆除商会「社長つき秘書」。ディビジョンに関わる諸雑務を処理する、丸眼鏡のよく似合う妙齢の美人。どんな緊急事態時にも常に落ち着いており、社員一同の信頼も篤い。淹れるお茶は絶品で料理も一流シェフ級だが、社長と同様食べ合わせのセンスが異常。
とっつぁん
正式名は、DIVISION-EX-F『フォートラン』 身長190cm、体重250kg、61歳、男性。
ディビジョン駆除商会『機器整備担当重役』。今時珍しい外装機械式のサイボーグで、頭部にはモニターがあり、そこに顔が映って会話をする。機械に対する愛と情熱は並々ならぬものがあり、その腕は抜群。A/Bや社屋の武装は、彼によって徹底的にチューンされているため、通常のものよりも遥かに扱いづらく、強力なものになっている。その情熱と趣味が先行し、わけの解らない武装をつけることもしばしば。かつては連合政府に関係しており、[ラズルダズル]のリーダー・ウィッシュを製造したと思われる。
ゴシップ
正式名は、DIVISION-EX-G『ゴシップ』。 身長175cm、体重55kg、年齢不詳、男性。
ディビジョン駆除商会「経理・財務担当重役」。社の事務・会計全般を引き受け、かつ有事には凄腕のクラッキング技術を駆使して情報を収集する。かつては最強のクラッカー集団「五色の蜘蛛」のリーダー「青」として活動し、連合政府のシステムをジャックしようとすらしたが、[ラズルダズル]の襲撃によって殲滅させられた。当時の同僚だったバージョンとの間には、一人娘・トランクイロを設ける。趣味は競馬で、給料のほぼ全てをつぎ込むが、勝ったためしがない。彼が熱中する競馬の馬名は、全て特撮番組「超光戦士シャンゼリオン」のキャラクター名から取られている。

### その他
ヴァンプ
「CASE-314[エンペラー]」で初登場。駆除屋に所属せず、格安の依頼や、裏の仕事を個人で請け負うフリーのハンター。外装機械式のサイボーグで、今にも壊れそうなおんぼろボディにぼろきれのようなマントを纏う。その正体は、連合政府の密命を受け暗躍する、特殊工作員[クールフェイカー]。本気の戦闘時には、強化外骨殻を纏い、髑髏によく似た姿に変わる。愛馬は馬型ガンビーグルの「メタルリュウセイゴー」。

## 既刊一覧
- 高橋弥七郎（著）・金田榮路（1・2巻）・凪良（イラスト、アプラクサスの夢）、メディアワークス〈電撃文庫〉、既刊3巻（2004年6月10日現在）
  - 『A/Bエクストリーム CASE-314[エンペラー]』2002年4月10日発売[3]、ISBN 4-8402-2071-9
  - 『A/Bエクストリーム ニコラウスの仮面』2002年7月10日発売[4]、ISBN 4-8402-2142-1
  - 『アプラクサスの夢』2004年6月10日発売[5]、ISBN 4-8402-2700-4